# Titre de courtoisie
Een titre de courtoisie (Frans, in het Nederlands soms ook hoffelijkheidstitel) is een adellijke titel die een gehuwde vrouw kan voeren indien haar man een adellijke titel heeft.

## Geschiedenis
Volgens het adelsrecht wordt een niet-adellijke gehuwde partner door dat huwelijk niet van adel. Het gewoonterecht staat echter toe dat de gehuwde vrouw wel na het huwelijk met een adellijke getitelde man uit hoffelijkheid de verbogen titel van haar man voert. Dat betekent dat de echtgenote van een koning de titel van koningin voert, die van een prins de titel van prinses, of op gelijke wijze de titels van gravin of barones mag voeren. Niet-adellijke echtgenotes van ridders en jonkheren voeren geen adellijk equivalent.
Het voeren van die titre de courtoisie gaat hierbij altijd gepaard met het voeren van de geslachtsnaam van de echtgenoot. Indien de niet-adellijke echtgenote alleen haar eigen geslachtsnaam blijft gebruiken, voert zij niet de verbogen adellijke titel. Indien de niet-adellijke vrouw scheidt van haar adellijke getitelde man, of als hij komt te overlijden, mag zij volgens het gewoonterecht de adellijke titel met de geslachtsnaam van haar man blijven voeren (echter totdat zij hertrouwt).
Mocht een gehuwde vrouw van de getitelde adel zijn, dan mag zij - indien van toepassing - na eventuele titel en naam van haar echtgenoot ook haar eigen titel en geslachtsnaam voeren. Het is echter ongebruikelijk dat een vrouw van de ongetitelde adel na haar trouwen het predicaat "jonkvrouw" blijft voeren, hoewel het adelsrecht dat formeel wel toestaat.

### Nederlandse voorbeelden
- M.A.M.A. baronesse van Heeckeren van Wassenaer-Gräfin von Aldenburg Bentinck (1879-1975)[1]
- Maria Louisa Alexandra (Bibi) gravin van Zuylen van Nijevelt-den Beer Poortugael (1964)[2]

## Predicaat
De echtgenote van een getitelde adellijke man mag, bij gebruik van de geslachtsnaam van haar man, volgens het gewoonterecht eveneens de adels- of andere predicaten van haar man gebruiken. Indien de echtgenote zelf echter een hogere adellijke titel heeft dan haar man, kan zij het bij haar eigen adellijke status hogere predicaat blijven voeren dan wel het equivalent dat aan haar man toekomt.
Het betreft hier predicaten als bijvoorbeeld Hare Majesteit en Hare Koninklijke Hoogheid in het geval van de echtgenote van de koning of een prins die recht hebben op die predicaten, maar ook predicaten als Hooggeboren of Hoogwelgeboren in voorkomende gevallen.

## Courtesy title
In het Verenigd Koninkrijk en in Frankrijk komt het voor dat het hoofd van een adellijk geslacht verschillende titels tegelijkertijd mag voeren. Daar is het echter gebruik dat de heer van het huis de hoogste of oudste titel voert, terwijl de zoon al bij het leven van de vader de daaropvolgende hoogste/oudste titel voert, de courtesy title. Op dezelfde wijze kan bij het beschikken over drie of meer titels een dergelijke courtesy title gevoerd worden door de kleinzoon, enz. van de heer van het huis.
Aangezien in het Nederlandse adelsrecht een dergelijke cumulatie van titels niet voorkomt, behalve bij leden van het koninklijk huis, komt deze vorm van courtesy title in Nederland niet voor. In België komt een dergelijke cumulatie wel voor, zoals bij het geslacht De Merode, maar een gebruik vergelijkbaar met het Britse en Franse wordt daarbij niet toegepast.